# Chalgrove
Chalgrove är en ort och civil parish i Storbritannien.   Den ligger i grevskapet Oxfordshire och riksdelen England, i den södra delen av landet, 70 km väster om huvudstaden London. Chalgrove ligger 68 meter över havet och antalet invånare är 2 974.
Terrängen runt Chalgrove är huvudsakligen platt, men österut är den kuperad. Runt Chalgrove är det ganska tätbefolkat, med 192 invånare per kvadratkilometer. Närmaste större samhälle är Oxford, 15,7 km nordväst om Chalgrove. Trakten runt Chalgrove består till största delen av jordbruksmark.